# Hasszan Nazari
Hasszan Nazari (perzsául: حسن نظری; Ábádán, 1956. augusztus 19. –) iráni válogatott labdarúgó.

## Pályafutása

### Klubcsapatban
Ábádánban született. 1974-ben kezdte a pályafutását a Szanat Naft Ábádán együttesében. 1975 és 1980 között a Eszteglál csapatában játszott. Az iráni forradalmat követően az Egyesült Arab Emírségekben telepedett le és a Sabáb al-Ahli csapatában játszott 1980 és 1982 között. Ezt követően az Egyesült Államokba távozott, ahol 1985-ben 5 mérkőzésen pályára lépett a Dallas Americans együttesében.

### A válogatottban
1975 és 1978 között 34 alkalommal szerepelt az iráni válogatottban és 1 gólt szerzett. Tagja volt az 1976-os Ázsia-kupán aranyérmet szerző válogatott keretének. Részt vett az 1976. évi nyári olimpiai játékokon és az 1978-as világbajnokságon, ahol a Hollandia, a Skócia és a Peru elleni csoportmérkőzéseken kezdőként lépett pályára.

## Sikerei, díjai
Irán
- Ázsia-kupa győztes (1): 1976